# الذهان الاحتجاجي
الذهان الاحتجاجي: كيف أصبح الفصام مرضًا أسودًا هو كتاب صدر عام 2010 من تأليف الطبيب النفسي جوناثان ميتزل (الذي حصل أيضًا على درجة الدكتوراه في الدراسات الأمريكية)، نشرته مطبعة بيكون  يُغطي الكتاب تاريخ مستشفى ولاية إيونيا في ستينيات القرن العشرين. والذي يقع في إيونيا، ميشيغان، وتحويله إلى مرفق إيونيا الإصلاحي في عام 1986. يصف الكتاب المنشأة بأنها واحدة من أكبر مستشفيات الطب النفسي الحكومية وأكثرها شهرة في أمريكا في عصر ما قبل إلغاء المؤسسات.
يركز ميتزل على فضح اتجاه هذا المستشفى لتشخيص الأمريكيين من أصل أفريقي المصابين بالفصام بسبب أفكارهم المتعلقة بالحقوق المدنية. ويشير إلى أن التدفق المفاجئ لمثل هذه التشخيصات يمكن إرجاعه جزئيًا إلى التغيير في الصياغة في الدليل التشخيصي والإحصائي للاضطرابات العقلية (DSM-II)، والذي أضاف "العداء" و"العدوان" كعلامات على الاضطراب مقارنة بالإصدار السابق. يكتب ميتزل أن هذا التغيير أدى إلى عنصرية بنيوية.

إعلان عام 1974 لعقار هالدول نُشر في المجلة الطبية أرشيفات الطب النفسي العام وأُعيد إنتاجه في الكتاب. يذكر المؤلف ميتزل أن الإعلان يظهر محاولة للمساواة بين الاضطرابات العنصرية والمرض العقلي.

تمت مراجعة الكتاب جيدًا في جاما:دورية الجمعية الطبية الأمريكية حيث وُصف بأنه "كتاب رائع وثاقب من تأليف أحد علماء الطب الشباب الأكثر تميزًا".  تمت مراجعة الكتاب أيضًا في المجلة الأمريكية للطب النفسي  وخدمات الطب النفسي  والطب النفسي عبر الثقافات  ومجلة الطب النفسي  والمجلة الأمريكية لأخلاقيات علم الأحياء  والتاريخ الاجتماعي للطب  والأنثروبولوجيا الطبية الفصلية  ومجلة التاريخ الأمريكي الأفريقي  ومجلة علم النفس الأسود  والصحة: مجلة متعددة التخصصات للدراسة الاجتماعية للصحة والمرض والطب  والستينات: مجلة التاريخ والسياسة والثقافة. 

## الروابط الخارجية
- تم بث تسجيل فيديو للذهان الاحتجاجي لحديث ميتزل في 13 يناير 2010، بواسطة تلفزيون الكتاب الخاص بقناة CSPAN-2 (90 دقيقة)
- مقابلة مع ميتزل حول كتاب كريستوفر جيه لين عن علم النفس اليوم
- مقابلة مع ميتزل على راديو WNYC ، 12 فبراير 2010
- كيف أصبح الرجل الأسود مصابًا بالفصام، منشور مدونة عن كتاب كارين فرانكلين في مجلة علم النفس اليوم
- الفصام كسلاح سياسي. وتحول المرض من مرض حميد إلى مرض عنيف في ستينيات القرن الماضي، عندما انضم الرجال السود إلى الاحتجاجات ضد العنصرية. مقال ومقابلة مع Metzl في The Root بقلم فيليسيا برايد
- الذهان الاحتجاجي – مقال بقلم ميتزل بتاريخ 9 يونيو 2010، في ميتشيغان اليوم ، يلخص أفكار الكتاب.
- مقابلة صوتية مع ميتزل حول "كتب جديدة في الدراسات الأمريكية الأفريقية" (44 دقيقة)
- ميتزل يناقش كتابه في برنامج All In The Mind على إذاعة ABC الوطنية (30 دقيقة)